# Azur Timișoara
Azur Timișoara este o companie producătoare de vopsele din România.
Este subsidiară a companiei americane ICC Industries.
Compania Azur și-a început activitatea în 1844 la Timișoara, ca un atelier în care se fabricau lumânări, iar în 1923 Eugen Farber a înființat Fabrica Unită de Lacuri și Vopsele.
În 1990 are loc un proces de restructurare a companiei, iar în 1999 ICC Industrie INC NY cumpără de la FPS pachetul majoritar de 86,7% de acțiuni, restul de 13,3% fiind deținute de persoane fizice și juridice.
Cifra de afaceri:
- 2005: 11,1 milioane euro[1]
- 2004: 10,3 milioane euro[3]